# Folytassa az idegenlégióban!
Folytassa az idegenlégióban!, alternatív címén Folytassa a sivatagban!, televíziós forgalmazásban Kövesse a tevét! vagy Kövesd a tevét, eredeti angol címe Follow That Camel vagy Carry On Follow That Camel, 1967-ben bemutatott brit (angol) filmvígjáték, idegenlégiós kalandfilm-paródia, a Gerald Thomas által rendezett Folytassa… filmsorozat 14. darabja. Főszereplői a sorozat rendszeres sztárjai, Kenneth Williams, Charles Hawtrey, Joan Sims, Jim Dale, Peter Butterworth és Bernard Bresslaw. A beugrók közül megjelenik Angela Douglas és Anita Harris. Sidney James betegség miatt nem szerepelhetett, helyette a „Bilko főtörzsként” jól ismert Phil Silvers amerikai komikus játszott, akinek ez volt egyetlen Folytassa-beli megjelenése.

## Cselekmény
A történet 1906 Angliájában, egy úri krikettklubban indul. A szép Lady Jane Ponsonby (Angela Douglas) kezéért ketten vetélkednek, Bagshaw kapitány (Peter Gilmore) és Bertram Oliphant „B.O.” West (Jim Dale). West győz, de Bagshaw nyilvánosan megvádolja, hogy csalt a játékban. B.O.-t kigolyózzák a klubból. Ilyen szégyent egy angol úriember nem viselhet el, B.O. West azonnal elutazik, hogy hűséges inasával, Simpsonnal (Peter Butterworth) együtt beálljon a Francia Idegenlégióba. Amikor Bagshaw ezt meghallja, magába száll, bevallja, hogy B.O. West becsületesen játszott, ő pedig szerelemféltésből hazudott. Ilyen szégyent egy angol úriember nem viselhet el, Bagshaw kapitány felakasztja és főbelövi magát (egyszerre). Amikor Lady Jane megtudja, mi történt, maga is útnak indul a Szahara felé, hogy az igaztalanul elüldözött B.O. Westet visszahozza Angliába. Apja, Sir Ponsonby hiába óvja leányát a magányosan utazó nőkre leselkedő szörnyűséges veszélyektől.
B.O. West és Simpson megérkeznek Szidi bel Abbeszbe. A Zig-A-Zig kávéház gazdasszonyától, Zig-Zigtől (Joan Sims) kérnek útbaigazítást, akinél éppen ott pihen a szeretője, Nocker őrmester (Phil Silvers). A helyi riff törzsek vezére, a harcias Abdul Abulbul sejk, a „Lángoló Kard” (Bernard Bresslaw) harcot hirdet az idegen betolakodók ellen. Törzsi harcosaival együtt feni a fogát a légiósokra, és támadásokkal nyugtalanítja őket.
Az angolok jelentkeznek az idegenlégió kaszárnyájában. A peckes német Max Burger parancsnok (Kenneth Williams) és piperkőc helyettese, Le Pice kapitány (Charles Hawtrey) először álruhás ellenséges ügynököknek nézik őket, de aztán mégis felveszik mindkettőjüket.
Nocker őrmester beesik a laktanyába, leharcolva, tépett ruhában, átvérzett kötésekkel, mintha ellenséggel vívott csatából érkezne. Dicséretet és újabb kitüntetést kap a meglévők mellé. A másnapi ébresztőnél Nocker megdöbbenve látja Simpsont, aki tovább alvó urának, B.O. Westnek ruháit vasalja és reggelijét készíti. Fegyelmezési céllal nyakig földbe ásatja őket. Amikor azonban B.O. céloz rá, hogy Nockert a minap Zig-Zig asszonynál látták, miközben állítólag harci bevetésen járt, az őrmester nyomban megenyhül és diszkréciójukért cserébe mindenben segíti őket. A kiképzés során is elnézi nekik, hogy az úrifiú úri kiszolgálást kap, az inas pedig tökéletesen kétbalkezes katona.
Közben az aggódó Lady Jane is úton van Észak-Afrika felé. Útközben minden férfi szolgálattevő, akivel csak találkozik, a vasúti fülkében a kalauz, a hajón a tengerésztiszt és a szállodai szobában az igazgató, mind ugyanazt kérdezi tőle: „Kisasszony, egyedül utazik?” Az igenlő választ hallva máris bezárják az ajtót, elfújják a gyertyát, és megteszik a kicsit csodálkozó és naiv Jane-nel mindazt, amitől apja, Sir Ponsonby óva intette.
Nocker elviszi védenceit a Zig-A-Zig kávéházba, ahol a vonzó Corktip (magyar szinkronban Vanília, Dugóhúzó vagy Szopóka) kisasszony (Anita Harris) hastáncot jár, másodállásban jövendőt is mond. A lányt B.O. és Nocker is körüludvarolja, a féltékeny Zig-Zig asszony felháborodására. Abdul sejk foglyul akarja ejteni a fehér idegeneket. Utasítására Corktip négyszemközt éjszakai randevút beszél meg B.O. Westtel és Nocker őrmesterrel is. Szállására, a „Száz bolond utcájába” hívja őket.
Lady Jane megérkezik a kaszárnyába. Meglepetésére Max Burger parancsnokban saját egykori vívóoktatóját ismeri fel. Burger most bevallja, hogy azért állt be a légióba, mert szégyellte, hogy annak idején a 17 éves Jane-nel megtette „azt” (azaz véletlenül megkarcolta Jane kezét). Jane is bevallja, hogy nem Max kedvéért jött Afrikába, hanem egy régi barátját keresi, és bármit megtenne, hogy megtalálhassa. Max felélénkül: „Bármit megtenne? És mondja, egyedül utazik?” Jane megadóan sóhajt és ő maga fújja el a gyertyát…
Utána Jane a Zig-A-Zig kávéházba megy. O.B.-t keresi, de nem találja ott. Abdul Abulbul sejk megkívánja a szőke angol nőt, felajánlja, hogy hazaviszi. Bájitalt ad neki, ettől Jane rózsaszín kábulatba esik, „Tudja, egyedül utazom…” és követi Abdult. Éjfélkor Nocker őrmester lopva elmegy Corktip kisasszony szállására, ahol Abdul sejk emberei leütik és foglyul ejtik. Ugyanez történik O.B.-vel is. A foglyokat Abdul sejk táborába, az El-Nuki oázisba viszik. Az aggódó Simpson titokban követi őket.
Abdul sejk a foglyoktól a Fort Soixante-Neuf (=69-es erőd) erejét tudakolja. B.O. felháborodására Nocker őrmester készséggel megadja a felvilágosítást, hátha Abdul elengedi. Abdul sejk a 69-es erődöt akarja megtámadni, hogy így odacsalogassa a Szidi Bel Abbesz-i helyőrség felmentő seregét, amely majd jól elpusztul a sivatagban víz híján.
Simpson arab ruhában belopózik a táborba, hogy kiszabadítsa O.B.-t és Nockert, de csak a sejk háreméig jutnak, ahová a riff törvény szerint férfi nem, csak enunch léphet be. Itt megtalálják Jane-t is, akit a sejk 13-ik feleségének szemelt ki. O.B. és Simpson megadja magát, hogy közben Nocker őrmester megszökhessen és értesíthesse Burger parancsnokot a készülő csapdáról. Közben azonban Zig-Zig asszony, akit Nocker hűtlenül elhagyott (Corktip kisasszonyért), bosszúból elmondja Burgernek, hogy Nocker sosem járt veszélyes harci bevetéseken, mindig nála töltötte az időt. A lerongyolt, kimerült Nocker beesik a kaszárnyába, jelenti, mi történt El-Nukiban, beszámol a 69-es erőd ellen készülő támadásról. Burger azonban most nem hisz neki, megfosztja kitüntetéseitől és megfenyíti.
Véletlenül kiderül, hogy a riffek egy Ponsonby nevű angol nőt is fogva tartanak. Az aggódó Burger riadóztatja a teljes helyőrséget. El-Nukiba menetelnek, de a riff tábor eltűnt, csak O.B.-t és Simpsont találják kikötözve. Az oázisban nincs víz, a lefolyó dugóját kihúzták. A szomjas embereket motiválni akaró Le Pice kapitány homokvár-építő versenyt szervez, de tömegverekedés támad. A lesben álló Andul sejk úgy látja, nem is kell megtámadni őket, egymást nyírják ki, ő nyugodtan indulhat a 69-es erőd ellen. Burger kettéosztja a csapatát, Le Pice kapitányt a sebesültekkel visszaküldi Szidi bel Abbeszbe, a másik csapatot Burger a 69-es erőd felmentésére vezeti, Nockerrel, O.B.-vel és Simpsonnal együtt. A sivatagban tévelygő légiósokat megtizedeli a perzselő nap és a vízhiány, megcsalja őket az oázist ígérő fata morgana. Az életben maradottak elérik az erődöt, de a riffek előttük jártak, és leölték az egész helyőrséget.
Az erőd közelében Abdul sejk esküvőre készül, Jane lesz a 13-ik felesége. Burger, Nocker, O.B. és Simpson megszöktetik Jane-t és a beöltöztetett Simpsont ültetik a helyére. A felültetett Abdul rájön a cserére, Simpson is elmenekül, be az erődbe. A riffek megostromolják az erődöt. A védők a raktárban talált változatos, de haszontalan holmikat innovatív módon használják. A puskaport kókuszdiókba töltik. Az erőd körül gumiarábikumot öntöznek szét. Kitesznek egy gramofont, amelyről pattogó német induló hallatszik. Abdul sejk egy felmentő sereg közeledésétől tartva visszavonul, de a lemez lejár, az ostrom újrakezdődik. A támadók beleragadnak a gumiarábikumba, O.B. krikett-ütővel kókuszdió-bombákat röpít közéjük. De a bombák elfogynak, a támadók kezdenek kimászni a trutymóból, a védők végveszélybe jutnak, ekkor megérkezik a felmentés Le Pice kapitány vezetésével. Abdul sejk átkozódva bosszút esküszik, a riffek elmenekülnek. A harc egyetlen halálos áldozata Burger parancsnok, akit szó szerint szitává lőttek.
A záró jelenet ismét az angliai krikettklubban játszódik. O.B. West becsületét tisztázták, Lady Jane feleségül ment hozzá és már gyerekkocsit tologat. Látogatójuk a hős Nocker, immár tiszti rangban, tele kitüntetéssel, vele hű szolgálója, Corktip kisasszony, a hastáncosnő. Lady Jane büszkén mutatja nekik kisbabáját: „Nézze, egészen az apja!”, és valóban: a gyermek kiköpött Burger parancsnok!

## Szereposztás
| Szerep                                 | Színész           | Magyar hangja (1. szinkron)  | Magyar hangja (2. szinkron) | Magyar hangja (3. szinkron)                       | Magyar hangja (4. szinkron) |
| -------------------------------------- | ----------------- | ---------------------------- | --------------------------- | ------------------------------------------------- | --------------------------- |
| Nocker / Nokkedli őrmester             | Phil Silvers      | Velenczey István             | Kun Vilmos                  | Velenczey István                                  | Szersén Gyula               |
| Maximilian „Max” Burger parancsnok     | Kenneth Williams  | Kautzky József               | Perlaki István              | Versényi László                                   | Harsányi Gábor              |
| Bertram Oliphant „Bo” West             | Jim Dale          | Szersén Gyula                | Schnell Ádám                | Bognár Zsolt                                      | Rékasi Károly               |
| Le Pice kapitány                       | Charles Hawtrey   | Pathó István                 | Lippai László               | Kassai Károly                                     | Háda János                  |
| Zig-Zig                                | Joan Sims         | Hacser Józsa                 | Kocsis Mariann              | Molnár Piroska                                    | Andresz Kati                |
| Lady Jane Ponsonby                     | Angela Douglas    | Andai Györgyi                | Simon Mari                  | Kiss Virág                                        | Götz Anna                   |
| Simpson                                | Peter Butterworth | Zenthe Ferenc                | Szabó Ottó                  | Makay Sándor                                      | Gesztesi Károly             |
| Abdul Abulbul sejk                     | Bernard Bresslaw  | Huszár László                | Melis Gábor                 | Uri István                                        | Vass Gábor                  |
| Corktip / Vanília / Dugóhúzó / Szopóka | Anita Harris      | N/A                          | Andresz Kati                | Urbán Andrea                                      | Farkasinszky Edit           |
| Clotski tizedes                        | John Bluthal      | N/A                          | Hankó Attila                | Koncz István                                      | Imre István                 |
| Sir Cyril Ponsonby, Jane apja          | William Mervyn    | N/A                          | Horkai János                | Koncz István                                      | Konrád Antal                |
| Humphrey Bagshaw kapitány              | Peter Gilmore     | N/A                          | Vitay András                | Balázsi Gyula                                     | Rosta Sándor                |
| Vasúti kalauz                          | Julian Holloway   | N/A                          | N/A                         | N/A                                               | N/A                         |
| Riff                                   | Larry Taylor      | N/A                          | N/A                         | N/A                                               | Bácskai János               |
| Raff                                   | William Hurndell  | N/A                          | N/A                         | N/A                                               | Bácskai János               |
| Szállodaigazgató                       | Harold Kasket     | N/A                          | Rosta Sándor                | N/A                                               | Faragó András               |
| Tengerésztiszt a hajón                 | N/A               | N/A                          | Szabó Sipos Barnabás        | N/A                                               | N/A                         |
| Továbbiak                              | N/A               | Földessy Margit, Tyll Attila | N/A                         | Holl Nándor Imre István Kardos Gábor Koncz István | N/A                         |

## Filmzene
A film zenéjét Eric Rogers írta és hangszerelte, a Francia Idegenlégió lassú ütemű indulóit felhasználva. Phil Silvers jeleneteiben az amerikai polgárháborúból ismert katonadal, a „When Johnny Comes Marching Home” dallama szól. A riff harcosokat átmenetileg elijesztő, gramofonról harsogó katonazene egy második világháborús német induló, címe „Durch die grüne Heide” („Zöld mezőkön át”).

## Nevek, érdekességek
- Corktip, a csábos hastáncosnő neve a Halálbrigád (Under Two Flags) című 1936-os angol romantikus kalandfilmre utal, amely szintén a Francia Idegenlégióban játszódik. Női főszereplője, „Cigarette” (Claudette Colbert) a korabeli Craven A márkához hasonló, parafa-szipkás („cork-tip”) cigarettákat szívott.[7] Az egymást követő magyar szinkronok készítői változatos nevekkkel helyettesítették ezt az angol szót, időbeli sorrendben: Corktip → Vanília → Dugóhúzó → Szopóka. (Utóbbi több értelmű szó, köztük a cigaretta szipkáját is jelenti….)
- A német Burger parancsnok megjelenése, monoklija A nagy ábránd című 1937-es osztrák háborús film (még fiatal és egészséges) Rauffenstein kapitányára emlékeztet, akit Erich von Stroheim alakított.
- Le Pice kapitány neve (ejtsd [löpisz]) leginkább a francia „l’épice” (fűszer) szóra rímel.
- Nocker őrmester neve a német „Nockerl” (galuska, nokedli) szóra rímel, némelyik magyar szinkronban át is keresztelték „Nokkedli” őrmesternek.
- A Sidney James helyére beugró amerikai Phil Silvers (Nocker őrmester) sokkal több gázsit kapott, mint angol kollégái, akik emiatt zúgolódtak. További súrlódást okoztak Silvers hollywoodi sztár-allűrjei, pl. nem tudta (vagy nem akarta) betanulni a szövegeit, a forgatásokon a kamerák mögött felemelt táblákról „puskázott”. Bár a folyamatosan okoskodó és locsogó őrmester szerepét Talbot Rothwell forgatókönyvíró eredetileg Sidney Jamesre szabta, de Silvers, aki korábbi amerikai „Bilko főtörzs” szerepének stílusát adta, szintén jól beletalált a szerepbe.

## Idézetek
Abdul Abulbul sejk: „Nem véletlenül mondják, hogy a fehér hitetlen elméje olyan, mint a tisztára mosott üst: a fenekéig üres.”
Max óvja Jane-t: „Mein Liebchen, legyen óvatos, nem biztonságos errefelé egy ifjú hölgynek.” Jane: „A papa is ezt mondta, amikor elindultam, de eddig még semmi kellemetlen nem történt velem.”
Max: „De itt egészen más. Ha egyszer a forróvérű arabok magukkal ragadják a dűnék közé…” Jane: „Ó, meséljen, mit csinálnának?” Max: „Nem mondhatom el! De van egy régi arab mondás: a jó hegedű még egy öreg dűnén is jól szól!”
Abdul sejk meglátja Jane-t: „Ki ez az asszony? Olyan a bőre színe, mint a tevepacalé. Kívánom őt!”
Simpson a háremben: „Őrmester, azt akarja mondani, hogy ezek itt mind a sejk feleségei?” Nocker: „Igen, mi van ebben olyan szörnyű?” Simpson: „Gondoljon bele, az a sok anyós…”

## További információ
- Folytassa az idegenlégióban! a PORT.hu-n (magyarul)
- Folytassa az idegenlégióban! az Internetes Szinkronadatbázisban (magyarul)
- Folytassa az idegenlégióban! az Internet Movie Database-ben (angolul)
- Folytassa az idegenlégióban! a Box Office Mojón (angolul)
- Robert Ross. The Carry On Companion. London: B.T. Batsford (2002). ISBN 0-7134-8771-2
- Carry On – Follow That Camel (1967). The Whippit Inn (thewhippitinn.com). [2016. március 3-i dátummal az eredetiből archiválva]. (Hozzáférés: 2021. február 2.)
- Carry On – Follow That Camel. 1967 (angol nyelven). Carry On Line (carryonline.com). [2016. március 3-i dátummal az eredetiből archiválva]. (Hozzáférés: 2021. február 2.)
- Follow That Camel. 1967 British comedy film (angol nyelven). British Comedy Guide (comedy.co.uk). (Hozzáférés: 2021. február 2.)
- Folytassa az idegenlégióban! (1967), film magyar szinkronnal. videa.hu. (Hozzáférés: 2021. február 2.)